# 皮什珀克洛达尼区
皮什珀克洛达尼区（匈牙利語：Püspökladányi járás），是匈牙利豪伊杜-比豪尔州的一个区，总面积729.04平方公里，总人口40,426人（2011年），人口密度55人/平方公里。中心城市为皮什珀克洛達尼。

## 市镇
皮什珀克洛达尼区包含两个城镇、3个大村和7个村庄。